# John Anthony Walker

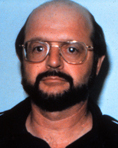
John Anthony Walker (um 1985, Aufnahme des FBI)

John Anthony Walker Jr. (* 28. Juli 1937 in Washington, D.C.; † 28. August 2014 in Butner, North Carolina) war ein Angehöriger der United States Navy und Kommunikationsexperte, der zwischen 1967 und 1985 für die Sowjetunion als Spion arbeitete.

## Werdegang
John Anthony Walker Jr. wurde 1937 als mittlerer von drei Söhnen eines Mitarbeiters von Warner Brothers und einer italo-amerikanischen Mutter geboren. Er besuchte die katholische Schule, sein Vater verfiel dem Alkohol und wurde arbeitslos. Verarmt zog die Familie in die Nähe der Großeltern nach Scranton, Pennsylvania. 
Ende 1955 trat Walker in die Navy ein und wurde Marinefunker. Er diente zunächst auf einem Geleitzerstörer. Dann kam er auf den Flugzeugträger USS Forrestal (CV-59). Bei einem Landgang in Boston lernte er im Winter 1957 Barbara Crowley kennen und heiratete sie kurz danach. Bis 1960 bekam das Ehepaar drei Töchter und um 1963 einen Sohn.
Nach einer Fortbildung an der U-Boot–Schule diente Walker auf der USS Razorback (SS-394), einem Diesel-U-Boot der Balao-Klasse, in der Pazifikflotte. Er erhielt seine kryptographische Qualifikation, bestand einen Zuverlässigkeitstest und eine psychologische Untersuchung zu seiner Zuverlässigkeit als Bedingung zum Umgang mit Nuklearwaffen.
Spionagering
Walker begann 1967 für den sowjetischen Geheimdienst zu arbeiten. Weil er finanzielle Schwierigkeiten hatte, ging er in die Sowjetische Botschaft in Washington, D.C. und verkaufte ein Geheimdokument (eine Funk-Chiffrier-Karte) für mehrere tausend Dollar. Fortan erhielt er 500 bis 1.000 US-Dollar in der Woche. Er teilte u. a. Einzelheiten über die amerikanische Chiffriermaschine KL-7 mit. 1976 verließ er die Navy und eröffnete offiziell eine Privatdetektei, agierte aber weiterhin als Spion. Dokumente erhielt er unter anderem von seinem älteren Bruder, Arthur Walker, und seinem Freund Jerry Whitworth, die beide ehemalige Marineoffiziere und Kommunikationsspezialisten waren. Auch sein Sohn Michael Walker, Petty Officer auf einem nukleargetriebenen Flugzeugträger, arbeitete für den Spionagering.
Durch die Aussagen von John Walkers geschiedener Frau kamen das FBI und der NIS nach einiger Verzögerung auf seine Spur. Walker wurde im Mai 1985 verhaftet. Im Gegenzug für eine mildere Strafe für seinen Sohn erklärte er sich schuldig und legte ein umfassendes Geständnis ab. Er wurde zu lebenslanger Haft verurteilt (wie auch sein Bruder und Whitworth) und starb mit 77 Jahren in einem Bundesgefängniskrankenhaus in Butner, North Carolina. Sein Sohn wurde zu einer Gefängnisstrafe von 25 Jahren verurteilt und wurde im Jahr 2000 vorzeitig auf Bewährung entlassen.

## Rezeption
Der Walker-Spionage-Ring gilt als eine der wirkungsvollsten Spionageaktivitäten des Kalten Krieges. Der Fall fand ein breites mediales Echo und wurde Thema mehrerer Sachbücher. Zu den Autoren gehören unter anderem die Journalisten John Barron (Spione für den KGB: die folgenreichste Spionageaffäre der letzten Jahrzehnte: der Fall Walker, 1988) und Pete Earley (Family of spies: inside the John Walker spy ring, 1988) sowie der ehemalige FBI-Agent Robert W. Hunter (Spy hunter: inside the FBI investigation of the Walker espionage case, 1999). 2008 veröffentlichte John Anthony Walker seine Autobiografie My life as a spy bei Prometheus Books.